# Smicroplectrus borealis
Smicroplectrus borealis är en stekelart som beskrevs av Dmitriy R. Kasparyan 1984. Smicroplectrus borealis ingår i släktet Smicroplectrus och familjen brokparasitsteklar. Inga underarter finns listade i Catalogue of Life.